# Gran Premi d'Espanya de Motocròs 250cc 1985
L'edició de 1985 del Gran Premi d'Espanya de Motocròs 250cc fou la 23a d'aquesta prova. Organitzat per la Moto Club Segre, el Gran Premi puntuava pel Campionat del Món d'aquell any i tingué lloc el cap de setmana del 22 i 23 de juny al Circuit El Cluet de Montgai (Noguera). Hi participaren 87 pilots.
Després d'una temporada sense convocar-se, el Gran Premi de 250cc tornava a Catalunya. En aquesta ocasió, però, hagué de canviar d'escenari perquè la tradicional seu de l'esdeveniment, el Circuit del Vallès, havia caigut en desús degut al creixement urbanístic de la zona (la darrera prova internacional que s'hi va celebrar fou un Gran Premi de sidecarcross, l'any 1984). De cara al 1985, doncs, el circuit triat fou El Cluet, habitual seu del Gran Premi d'Espanya de 125cc, un circuit òptim per a motocicletes de petita cilindrada però una mica just per a les de 250 cc, més pesades i, per tant, menys manejables.

## Curses

### Primera mànega
| Posició | Pilot            | Motocicleta |
| ------- | ---------------- | ----------- |
| 1       | Heinz Kinigadner | KTM         |
| 2       | Jacky Vimond     | Yamaha      |
| 3       | Gert Van Doorn   | Honda       |
| 4       | Jorgen Nilsson   | Husqvarna   |
| 5       | Marc Velkeneers  | Maico       |
| 6       | Michele Rinaldi  | Suzuki      |
| 7       | Maurizio Dolce   | Honda       |
| 8       | Arno Drechsel    | KTM         |
| 9       | Pablo Colomina   | KTM         |
| 10      | Anders Eriksson  | Yamaha      |

### Segona mànega
| Posició | Pilot            | Motocicleta |
| ------- | ---------------- | ----------- |
| 1       | Michele Rinaldi  | Suzuki      |
| 2       | Heinz Kinigadner | KTM         |
| 3       | Jacky Vimond     | Yamaha      |
| 4       | Arno Drechsel    | KTM         |
| 5       | Roland Diepold   | Kawasaki    |
| 6       | Yannick Kervella | Honda       |
| 7       | Maurizio Dolce   | Honda       |
| 8       | Gert Van Doorn   | Honda       |
| 9       | Soren Mortensen  | Kawasaki    |
| 10      | Marc Velkeneers  | Maico       |

## Classificació final
| Posició | Pilot            | Motocicleta | Punts |
| ------- | ---------------- | ----------- | ----- |
| 1       | Heinz Kinigadner | KTM         | 3     |
| 2       | Jacky Vimond     | Yamaha      | 5     |
| 3       | Michele Rinaldi  | Suzuki      | 7     |
| 4       | Gert Van Doorn   | Honda       | 11    |
| 5       | Arno Drechsel    | KTM         | 12    |
| 6       | Maurizio Dolce   | Honda       | 14    |
| 7       | Marc Velkeneers  | Maico       | 15    |